# Die Teuflischen
Die Teuflischen (orig. Les Diaboliques) ist ein französischer Spielfilm von Henri-Georges Clouzot. Als Vorlage diente der Roman Die Teuflischen (Celle qui n'était plus, 1952) von Pierre Boileau und Thomas Narcejac. Der Film wurde am 29. Januar 1955 in Paris uraufgeführt und avancierte zu einem großen kommerziellen Erfolg. Er war Wegbereiter für das Genre des Psychothrillers.
Eine US-amerikanische Neuverfilmung kam 1996 unter dem Titel Diabolisch heraus, weicht allerdings in einigen entscheidenden Punkten – wie dem Schluss – vom Original ab. Sie gilt fast durchgehend als weniger gelungen.

## Handlung
In einem französischen Internat auf dem Lande lebt der dem Alkohol nicht abgeneigte und gewalttätige Michel Delasalle als Leiter des Internats weitgehend auf Kosten seiner Frau Christina, der das Internat gehört und die einen Herzfehler hat. Gleichzeitig hat er ein Verhältnis mit der attraktiven Lehrerin Nicole. Obwohl die beiden Frauen allen Grund zur Feindschaft hätten, verbünden sie sich gegen Michel und planen sogar, ihn zu ermorden. Sie locken ihn in Nicoles Wohnung im entfernten Niort, wo Christina ihm eine Flasche mit Schlafmittel versetztem Whisky vorsetzt. Als sie ihn impulsiv dann doch am Trinken hindern will, schlägt er sie, worauf sie ihn gewähren lässt.
Nachdem Michel eingeschlafen ist, legen die Frauen ihn in die mit Wasser gefüllte Badewanne und beschweren ihn über Nacht mit einem Gewicht. Um es so aussehen zu lassen, als sei der Direktor nach einer seiner nächtlichen Zechtouren im Schwimmbecken des Internats ertrunken, schaffen sie den Körper Michels in einem Schließkorb in die Schule zurück und werfen ihn in das stark veralgte Becken. Die Frauen warten in den nächsten Tagen nervös darauf, dass die Leiche wieder auftaucht, doch sie ist spurlos verschwunden. Ein paar Tage später kommt der Anzug, den der Direktor an jenem Tag getragen hat, gereinigt und gebügelt aus der Reinigung. Ein Schuljunge sagt, der Direktor habe ihn gesehen und seine Schleuder konfisziert; allerdings glaubt man dem Schüler nicht, er wird als notorischer Lügner bezeichnet. Außerdem scheint der Direktor auf einem Gruppenfoto der Schüler aus einem der oberen Fenster auf den Hof hinauszusehen. Darüber hinaus lassen die beiden Frauen unter einem Vorwand das Schwimmbecken leeren, es ist jedoch keine Leiche darin. Die mysteriösen Ereignisse schwächen Christinas ohnehin angeschlagenes Herz zunehmend, der Arzt gibt ihr nicht mehr lange zu leben.
Eher durch Zufall gerät Christina an den im Ruhestand befindlichen Kommissar Alfred Fichet, der sich bald sehr für den Fall interessiert und Untersuchungen anstellt, um ihren Mann zu finden. Irgendwann gesteht die ängstliche Christina dem Kommissar alles. In der Nacht hört Christina seltsame Geräusche und folgt diesen durch das Gebäude. Sie hört die Schreibmaschine ihres Mannes. In ihrer Badewanne findet Christina schließlich den Körper Michels, der sich langsam aus der Wanne erhebt, was bei ihr einen tödlichen Herzinfarkt auslöst. Es stellt sich heraus, dass Michels Tod nur vorgetäuscht wurde, um die herzkranke Christina zu Tode zu erschrecken und so an ihr Erbe zu gelangen. Allerdings hat Kommissar Fichet das darauffolgende Gespräch von Michel und Nicole gehört und nimmt sie fest.
Der Junge, der den Direktor gesehen hat, behauptet, nun die Direktorin gesehen zu haben und von ihr seine Schleuder zurückbekommen zu haben, welche er in der Hand hält, woraufhin ein Lehrer entgegnet, dass die Frau Direktor tot sei.

## Deutsche Fassung
Es existieren zwei deutsche Synchronfassungen. Die erste entstand entweder bei der Mosaik Film GmbH oder bei der Via-Film GmbH, Berlin. Georg Rothkegel schrieb das Dialogbuch und führte Regie. Die zweite entstand bei der Beta-Technik Gesellschaft für Filmbearbeitung mbH, München. Das Rothkegel Dialogbuch wurde wiederverwendet und Volker J. Becker führte Regie.
| Figur                | Darsteller       | Deutscher Sprecher  | Deutscher Sprecher (1964) |
| -------------------- | ---------------- | ------------------- | ------------------------- |
| Nicole Horner        | Simone Signoret  | Gisela Trowe        | Rosemarie Fendel          |
| Christina Delassalle | Véra Clouzot     | Tilly Lauenstein    | Renate Danz               |
| Michel Delassalle    | Paul Meurisse    | Carl Raddatz        | Helmo Kindermann          |
| Kommissar Fichet     | Charles Vanel    | Walter Suessenguth  | Hans Hinrich              |
| Lehrer Drain         | Pierre Larquey   | Otto Stoeckel       | Carl Brückel              |
| Lehrer Raymond       | Michel Serrault  | Ralph Lothar        | Erich Ebert               |
| Monsieur Herboux     | Noël Roquevert   | Wolfgang Eichberger | Leo Bardischewski         |
| Portier Plantiveau   | Jean Brochard    | Werner Lieven       | Werner Lieven             |
| Doktor Loisy         | Georges Chamarat | Hellmut Grube       |                           |
| betrunkener Soldat   | Jean Lefebvre    |                     | Gernot Duda               |

## Rezeption
Die Teuflischen gilt als Klassiker. So erfasst der US-amerikanische Aggregator Rotten Tomatoes fast ausschließlich wohlwollende Besprechungen in der Fachpresse und ordnet den Film dementsprechend als „Verbrieft Frisch“ ein. They Shoot Pictures, Don’t They? zählt ihn zu den 1000 angesehensten Werken der Filmgeschichte.

„Bis zur schockierenden Schlußpointe bleibt der hervorragend inszenierte und gespielte düstere Film hintergründig, packend und präzise, ohne je zu den oberflächlichen Spannungsmitteln gängiger Krimis greifen zu müssen. Gerade aus seiner Gemächlichkeit und Detailfreudigkeit resultiert eine delirierende Beklemmung.“

„Die Story ist von raffinierter Konsequenz. Es gibt keine Abschweifungen; mit der Exaktheit eines Uhrwerks greifen die Szenen ineinander. Clouzot hatte sich von seiner literarischen Vorlage ziemlich entfernt; die Autoren Boileau und Narcejac gratulierten ihm in einem offenen Brief zu seiner Umformung ihres Romans. Perfekt wie das Drehbuch ist auch die optische Gestaltung. Sie überzeugt durch eine Ökonomie, die keine Längen kennt, keine Leere, keinen überdrehten Gag erlaubt, die aber für jeden Schock eine kurze Atempause gönnt.“

„Sie mögen es, wenn das Herz rast bis zum Zerspringen? Wenn Sie aus Verzweiflung Ihren (auch unbekannten) Nachbarn kneten oder unter seine Jacke flüchten? Wenn Sie in die Sitzlehne des Vordermanns beißen möchten, damit alles ganz schnell vorbei ist? Sie müssen Die Teuflischen anschauen.“

Bei seiner restaurierten Wiederaufführung 1995 wirkte der Film auf den Starkritiker Roger Ebert auch abseits der „berühmten Handlung“:

„Die verstörendsten Teile des Films werden angedeutet, nicht gezeigt, in der stickigen Luft der Lehrer, die alle ihre besten Tage hinter sich haben und von denen mindestens einer wahrscheinlich ins Gefängnis gehört. […] Die Teuflischen sind so geschickt konstruiert, dass sie sogar noch heute wie beabsichtigt funktionieren – bis, vielleicht, zu den letzten 30 Sekunden.“

Weiterhin wurde der Film bei den folgenden Auszeichnungen berücksichtigt:
- 1954: Prix Louis Delluc
- 1955: New York Film Critics Circle Award
- 1956: Edgar Allan Poe Award

Der Film wirkte stilbildend für das Genre Psychothriller. Infolgedessen orientierten sich zahlreiche Filme an seiner düsteren, alptraumhaften Atmosphäre, darunter Augen ohne Gesicht (1960), Ein Toter spielt Klavier (1961), Was geschah wirklich mit Baby Jane? (1962), Wiegenlied für eine Leiche (1964) und Die Zwangsjacke (1964). Alfred Hitchcock, der Clouzots Film sehr schätzte und 1958 mit Vertigo – Aus dem Reich der Toten eine andere Romanvorlage von Boileau und Narcejac verfilmt hatte, schuf 1960 mit Psycho den bekanntesten und einflussreichsten Film dieses Subgenres. Im Abspann von Die Teuflischen heißt es: „Seien Sie nicht teuflisch, verraten Sie Ihren Freunden das Ende dieses Films nicht“. Roger Ebert sah in Inspector Fichet ein deutliches Vorbild für US-Fernsehkommissar Columbo, ab 1968 gespielt von Peter Falk.